# Projekt 1155 Fregat
Projekt 1155 Fregat eller Udaloj-klass var en serie antiubåtjagare som byggdes för sovjetiska flottan, varav åtta för närvarande är i bruk vid den ryska flottan. Tolv fartyg byggdes mellan 1980 och 1991, medan det trettonde fartyget Admiral Tjabanenko byggdes till en modifierad design som Udaloj II-klassen (Projekt 1155.1) år 1999. Klassens huvuduppgift är ubåtsjakt men har även förmåga att anfalla ytfartyg med sina sjömålsrobotar och kanoner.

## Fartyg

### Udaloj-klass

#### Udaloj
Påbörjad: 23 juli 1977, sjösatt: 5 februari 1980, Tagen i tjänst: 5 februari 1980, tagen ur tjänst: 1997

Udaloj började byggas 23 juli 1977 och togs i tjänst 31 december 1980. Togs ur tjänst 1997 och skrotades i Murmansk 2002.

#### Vitse-admiral Kulakov
Påbörjad: 4 november 1977, sjösatt: 16 maj 1980, Tagen i tjänst: 16 maj 1980

Vitse-admiral Kulakov namngiven efter Nikolaj Michailovitj Kulakov började byggas 4 november 1977 och togs i tjänst 29 december 1981. Avslutade modernisering 2010 och är nu i tjänst i Norra flottan.

#### Marsjal Vasilevskij
Påbörjad: 22 april 1979, sjösatt: 29 december 1981, Tagen i tjänst: 29 december  1981

Marsjal Vasilevskij namngiven efter Aleksandr Michajlovitj Vasilevskij började byggas 22 april 1979 och togs i tjänst 8 december 1983. Tagen ur tjänst.

#### Admiral Zacharov
Påbörjad: 16 oktober 1981, sjösatt: 4 november 1982, Tagen i tjänst: 4 november  1982

Admiral Zacharov namngiven efter Michail Nikolajevitj Zacharov började byggas 16 oktober 1981 och togs i tjänst 30 december 1983. En brand utbröt 1992 och fartyget skrotades efteråt.

#### Admiral Spiridonov
Påbörjad: 11 april 1982, sjösatt: 28 april 1984, Tagen i tjänst: 28 april 1984, tagen ur tjänst: 2001

Admiral Spiridonov namngiven efter Emil Nikolajevitj Spiridonov började byggas 11 april 1982 och togs i tjänst 30 december 1984. Togs ur tjänst 2001 och såldes som skrot 2002.

#### Admiral Tributs
Påbörjad: 19 april 1980, sjösatt: 26 mars 1983, Tagen i tjänst: 26 mars 1983

Admiral Tributs namngiven efter Vladimir Filippovitj Tributs började byggas 19 april 1980 och togs i tjänst 30 december 1985. En brand utbröt ombord 1991, fartyget moderniserades och återvände till tjänst i Stillahavsflottan.

#### Marsjal Sjaposjnikov
Påbörjad: 25 maj 1983, sjösatt: 27 december 1984, Tagen i tjänst: 27 december  1984

Marsjal Sjaposjnikov namngiven efter Boris Michailovitj Sjaposjnikov började byggas 25 maj 1983 och togs i tjänst 30 december 1985.

#### Severomorsk
Påbörjad: 12 juni 1984, sjösatt: 24 december 1985, Tagen i tjänst: 24 december  1985

Severomorsk namngiven efter Severomorsk började byggas 12 juni 1984 och togs i tjänst 30 december 1987.

#### Admiral Levtjenko
Påbörjad: 27 januari 1982, sjösatt: 21 februari 1985, Tagen i tjänst: 21 februari  1985

Admiral Levtjenko namngiven efter Gordej Ivanovitj Levtjenko började byggas 27 januari 1982 och togs i tjänst 30 september 1988.

#### Admiral Vinogradov
Påbörjad: 5 februari 1986, sjösatt: 4 juni 1987, Tagen i tjänst: 4 juni 1987

Admiral Vinogradov namngiven efter Nikolaj Ignatevitj Vinogradov började byggas 5 februari 1986 och togs i tjänst 30 december 1988.

#### Admiral Charlamov
Påbörjad: 8 juli 1986, sjösatt: 29 juni 1988, Tagen i tjänst: 29 juni 1988

Admiral Charlamov namngiven efter Nikolaj Michajlovitj Charlamov började byggas 8 juli 1986 och togs i tjänst 30 december 1989.

#### Admiral Pantelejev
Påbörjad: 28 januari 1988, sjösatt: 7 februari 1990, Tagen i tjänst: 7 februari  1990

Admiral Pantelejev namngiven efter Jurij Aleksandrovitj Pantelejev började byggas 28 januari 1988 och togs i tjänst 19 december 1991.

### Udaloj II-klass
Utökad förmåga till ytstrid då installationen av URK-5 Rastrub byttes ut mot totalt åtta tuber för sjömålsroboten P-270 Moskit. Från torpedtuberna har man fortfarande möjlighet att avfyra ubåtsjaktroboten RPK-6 Vodopad.

#### Admiral  Tjabanenko
Påbörjad: 28 februari 1989, sjösatt: 16 juni 1994, Tagen i tjänst: 16 juni 1994

Admiral Tjabanenko namngiven efter Andrej Trofimovitj Tjabanenko började byggas 28 februari 1989 och togs i tjänst 28 januari 1999. Upplags för reparationer.

#### Admiral Basistyj
Påbörjad: 13 juni 1905, sjösatt: 0 januari 1900, Tagen i tjänst: 0 januari  1900

Admiral Basistyj namngiven efter Nikolaj Jefremovitj Basistyj började byggas 1991 och skrotades på stapelbädden 1993.

#### Admiral Kutjerov
Påbörjad: 13 juni 1905, sjösatt: 0 januari 1900, Tagen i tjänst: 0 januari  1900

Admiral Kutjerov namngiven efter Stepan Grigorevitj Kutjerov började byggas 1991 och skrotades på stapelbädden 1994.